# Lina Wendel

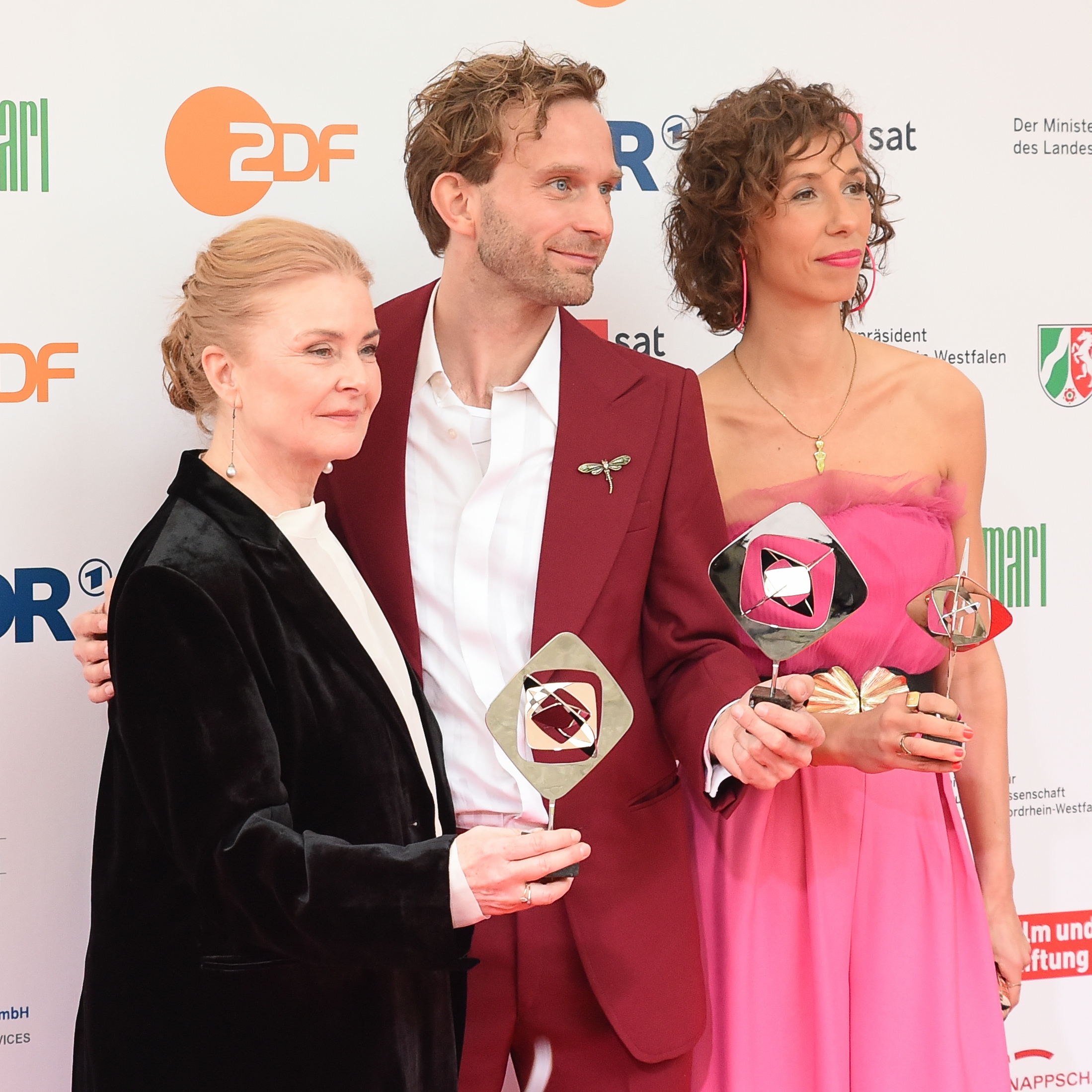
Lina Wendel (links) mit Linda Pöppel und Jonas Walter bei der Verleihung des Grimme-Preises 2024

Lina Wendel (* 1965 in Ost-Berlin) ist eine deutsche Schauspielerin.

## Leben
Wendel erhielt nach ihrer schauspielerischen Ausbildung, die sie von 1984 bis 1989 an der Hochschule für Schauspielkunst „Ernst Busch“ Berlin absolvierte, im Jahr ihres Abschlusses ein erstes Festengagement, das sie bis 1992 an das neue theater Halle führte. Hier spielte sie u. a. das Gretchen im Urfaust von Johann Wolfgang von Goethe, Ophelia in William Shakespeares Hamlet und die Sonja in Sommergäste von Maxim Gorki. Bis Mitte der 1990er Jahre wirkte Wendel in Hamburg, trat hier am Ernst-Deutsch-Theater und der Komödie Winterhuder Fährhaus auf. Nach einem Gastspiel beim Kunstfest Weimar 1996 war sie von 1997 bis 1999 am Staatstheater Cottbus verpflichtet, wo sie neben anderen Rollen als Helena im Sommernachtstraum von Shakespeare und als Amelia in Federico García Lorcas Bernarda Albas Haus zu sehen war. Seit dem Jahr 2000 freischaffend tätig, spielte Wendel von 2004 bis 2006 an der Comödie Dresden. Am Berliner Polit-Kabarett „Charly M.“ steht sie seit 2008 immer wieder auf der Bühne, auch mit Soloprogrammen.
Bereits als 17-Jährige stand Lina Wendel erstmals vor den Kameras des damaligen DDR-Fernsehens. Seit Mitte der 1990er Jahre arbeitet Lina Wendel regelmäßig für Film und Fernsehen und wirkte gastweise in zahlreichen Fernsehserien mit, so im Großstadtrevier, SOKO Wismar, Der Alte, In aller Freundschaft und mehrfach in der Reihe Tatort. Großen Erfolg bescherte Wendel ihre Darstellung der Titelfigur in dem 2013 entstandenen Independent-Film Silvi, für den nicht nur sie, sondern auch der Streifen selbst mehrere Auszeichnungen erhielt. 2015 verkörperte sie neben Peter Kurth in Thomas Stubers Langspielfilmdebüt Herbert die weibliche Hauptrolle.
Lina Wendel lebt in Berlin und hat eine Tochter (* 2000).

## Filmografie (Auswahl)
- 1991: Polizeiruf 110: Der Fall Preibisch
- 1994: Großmutters Courage
- 1995: Tatort: Tod eines Polizisten (Fernsehreihe)
- 1995: Die Männer vom K3 (Fernsehreihe, Folge Geschäft mit dem Tod)
- 1995: Stubbe – Von Fall zu Fall: Stubbes Erbschaft (Fernsehreihe)
- 1995: Die Versuchung – Der Priester und das Mädchen
- 1995–2002: Für alle Fälle Stefanie (Fernsehserie, verschiedene Rollen, 3 Folgen)
- 1995–2015: Großstadtrevier (Fernsehserie, verschiedene Rollen, 3 Folgen)
- 1996: Alarm für Cobra 11 – Die Autobahnpolizei (Fernsehserie, Folge Falsches Blaulicht)
- 1996: Max Wolkenstein (Fernsehserie, Folge Feuerteufel – Racheengel)
- 1999: Schwarz greift ein (Fernsehserie, Folge Schlag auf Schlag)
- 2002, 2022: SOKO Leipzig (Fernsehserie, Folgen Echte Profis, Schlüssel zur Wahrheit)
- 2003: Tatort: Die Liebe und ihr Preis
- 2003: Spuk am Tor der Zeit
- 2004: alphateam – Die Lebensretter im OP (Fernsehserie, Folge Verzweiflungstat)
- 2004, 2007: Der Alte (Fernsehserie, 2 Folgen)
- 2004 Die Rettungsflieger (Fernsehserie, Politesse Staffel 8 Folge 1)
- 2006, 2013: In aller Freundschaft (Fernsehserie, verschiedene Rollen, 2 Folgen)
- 2006: Tatort: Kunstfehler
- 2007: SOKO Wismar (Fernsehserie, Folge Laura)
- 2007: Schloss Einstein (Fernsehserie, Folge 440)
- 2008: Unser Charly (Fernsehserie, Folge Charly und das schwarze Schaf)
- 2010: Der Bergdoktor (Fernsehserie, 3 Folgen)
- 2013: Silvi
- 2015: Tatort: Freddy tanzt
- 2015: Herbert
- 2015: Spreewaldkrimi: Die Sturmnacht (Fernsehreihe)
- seit 2015: Die Füchsin (Fernsehreihe)
  - 2015: Dunkle Fährte
  - 2017: Spur auf der Halde
  - 2018: Spur in die Vergangenheit
  - 2019: Im goldenen Käfig
  - 2019: Schön und tot
  - 2021: Treibjagd
  - 2021: Romeo muss sterben
  - 2023: Alte Sünden
  - 2023: Game Over
- 2015: Nur nicht aufregen!
- 2015: Tatort: Blutschuld
- 2016: Der Staatsanwalt (Fernsehserie, Folge Sugardaddys)
- 2016: Letzte Spur Berlin (Fernsehserie, Folge Arbeitswut)
- 2016: Marie Brand und die Spur der Angst (Fernsehreihe)
- 2016: Der letzte Cowboy (Fernsehsechsteiler, Folge Die Sache mit Pascal)
- 2017: Morden im Norden (Fernsehserie, Folge Bernsteinfieber)
- 2017: Nord bei Nordwest – Estonia (Fernsehreihe)
- 2017: Der Kriminalist (Fernsehserie, Folge Claire)
- 2017: Tatort: Der Tod ist unser ganzes Leben
- 2017: Das Nebelhaus
- 2017: Bella Block: Stille Wasser (Fernsehreihe)
- 2018–2022: Ella Schön (Fernsehreihe)
  - 2018: Die Inselbegabung
  - 2020: Feuertaufe
  - 2020: Schiffbruch
  - 2022: Das Glück der Erde
  - 2022: Freischwimmer
  - 2022: Seitensprünge
- 2018: Verliebt in Masuren (Fernsehfilm)
- 2018: Solo für Weiss – Es ist nicht vorbei (Fernsehreihe)
- 2018: Polizeiruf 110: Der Fall Sikorska (Fernsehreihe)
- 2018: Notruf Hafenkante: Zwischen Leben und Tod (Fernsehserie)
- 2018: Tatort: Anne und der Tod
- 2019: Tatort: Der höllische Heinz
- 2019: Wenn’s um Liebe geht
- 2019: Es gilt das gesprochene Wort
- seit 2020: Helen Dorn (Fernsehreihe)
  - 2020: Atemlos
  - 2020: Kleine Freiheit
- 2020: MaPa (Fernsehserie)
- 2020: Tatort: Ein paar Worte nach Mitternacht
- 2021: Herr und Frau Bulle – Alles auf Tod (Fernsehreihe)
- 2021: Biohackers (Fernsehserie)
- 2023: Bettys Diagnose (Fernsehserie, drei Folgen)
- 2023: Der Zeuge
- 2023: Die Heiland – Wir sind Anwalt (Fernsehserie, Folge Biggis Blond)
- 2023: SOKO Stuttgart (Fernsehserie, Folge Miss Langfinger )
- 2023: Harter Brocken – Der Goldrausch (Fernsehreihe)
- 2023: Schlamassel
- 2024: Morden im Norden (Fernsehserie, Folge Letzte Lieder)
- 2024: Feuerwehrfrauen: Phönix aus der Asche (Fernsehreihe)
- 2024: Feuerwehrfrauen: Heim gesucht (Fernsehreihe)
- 2025: Tatort: Borowski und das hungrige Herz (Fernsehreihe)
- 2025: Die Kanzlei: Altes Eisen (Fernsehserie)
- 2025: Einspruch, Schatz!: Herzenswünsche (Fernsehreihe)

## Hörspiele
- 2016: Ein Schnitt unter die Haut – Autorin: Andrea Brüdern – Regie: Andrea Getto

## Auszeichnungen
- 2013: Beste Schauspielerin in Silvi beim San Gio Verona Filmfest
- 2013: Beste Schauspielerin in Silvi beim Filmkunstfest Mecklenburg-Vorpommern
- 2013: Besondere Auszeichnung für Silvi beim Festival des deutschen Films
- 2014: Nominierung zum Preis der deutschen Filmkritik 2013 für Silvi
- 2014: Nominierung zum Deutschen Schauspielerpreis 2014 für Silvi